# Gramsespektrum
Gramsespektrum (1996 – 1998) var en gruppe som producerede bl.a. musik, sketches og komiske indslag. Gruppen bestod af de to komikere Simon Bonde og Peder Pedersen. 
Gramsespektrum startede som et satirisk dansk radioprogram under navnet GO! Nyhederne som et indslag i ungdomsprogrammet GO! på Danmarks Radios P3. Navnet skiftede i løbet af 1996 til Gramsespektrum, under hvilket de lavede radio og senere (i 1997 og 1998) TV.
I programmet blev satire blandet med rap og sketches. TV-perioden bød blandt andet på satiriske spoofs af samtidens populære musikvideoer som en udvidelse af de tidligere radiosketches, hvilket blev sendt som en del af DR2-musikprogrammet Okay tone.
I 1998 blev opsamlings-cd'en Gramsespektrum - Greatest Hits 1996-1998 udgivet og opnåede at ligge 25 uger på top 20-hitlisterne – og opnåede at være det 13. mest solgte album som den højeste placering. Efter udgivelsen af cd'en valgte Simon og Peder dog at gå hver til sit.
Albummet er bygget op som en radio, hvor der imellem indslagene forekommer en jingle, en lydeffekt eller den skrattende lyd der høres når man skifter kanal på en radio. En af de mest brugte jingles er en sample fra 50'er-bandet Mar-Keys med sangen Pop-Eye Stroll.

## Figurer
Gramsespektrums skabere digtede en lang række skæve personligheder. Simon og Peder har lagt selv stemmer og krop til de nedenstående og flere andre figurer. De kvindelige stemmer blev blandt andet leveret af værten fra det daværende Okay Tone, Vigga Svensson.

### Bademestrene Glenn og Shorty
Bademestrene Glenn og Shorty er opdigtede bademestre. De optræder en enkelt gang i sangen "Bademestrene", hvor de tænker tilbage på deres storhedstid som bademestre i vestbadet svømmehal.
Sangen er udgivet på Gramsespektrum greatest 96 – 98, og er desuden filmatiseret til tv-programmet OK tone. I videoen er Glenn og Shorty iklædt hvide bukser, en kittel, der var kridhvid hvid, hvide træsko, aviator-solbriller, og begge har et sprutnet (den slags net man får gratis i toldfri butikker, til at svøbe omkring flaskerne så de ikke klirrer eller går i stykker) trukket ned over håret for at holde på frisuren.

### Pedellerne Vagn og Ole
Pedellerne Vagn og Ole er skolebetjente på en ikke specificeret folkeskole i København, hvor de bruger tiden i betjentstuen på at drikke portvin og lægge an på skolens kvindelige personale.

### Robo-Fleksnes
Robo-Fleksnes er en cyborg, hvilket ifølge dem selv vil sige, at han er halvt robot og halvt fleksnes.
Den er i stand til at fremprovokere spontane latterudbrud ved hjælp af den hyppige brug af ordet: "Dæh-å." Robo-Fleksnes bruger ofte denne evne til at komme komikere i knibe til undsætning.
Robo-Fleksnes blev skabt af Kaj Strøbek, der også er en fiktiv figur skabt af Gramsespektrum.

## Sange
I forlængelse af deres figurer, indspillede både figurerne selv, samt værterne en række sange. Heriblandt "Vi kaster med sten og fejer med koste" – en hyldest til de danske curling-kvinder.
De indspillede også deres parodi på det storsælgende 90'er-band Aqua med trilogien "Barbiegirl", "Slime" og "Stangtennis".
Sangen "Lystfisk Hustlers" er en parodi på Østkyst Hustlers' Verdens længste rap fra 1995.
Gert K's sange er ligeledes baseret andres sange; hans "Midt I En Drøm" er fra One Twos sang af samme navn, "1000 kr med whopperbeats" er en omskrivning af Anne Linnets hit "Tusind stykker".
Richard Zedalius' indslag er en parodi på reklamer for forskellige CD-reklamer med akustisk musik. Han optrådte også i Musikbutikken med Keld Heick.